# 望遠駅
望遠駅（マンウォンえき）は、大韓民国ソウル特別市麻浦区望遠洞にあるソウル交通公社6号線の駅である。駅番号は621。

## 歴史
- 2000年12月15日 - ソウル特別市都市鉄道公社（当時）6号線の駅として開業。
- 2017年5月31日 - ソウル特別市都市鉄道公社とソウルメトロが統合され、ソウル交通公社の駅となる。

## 駅構造

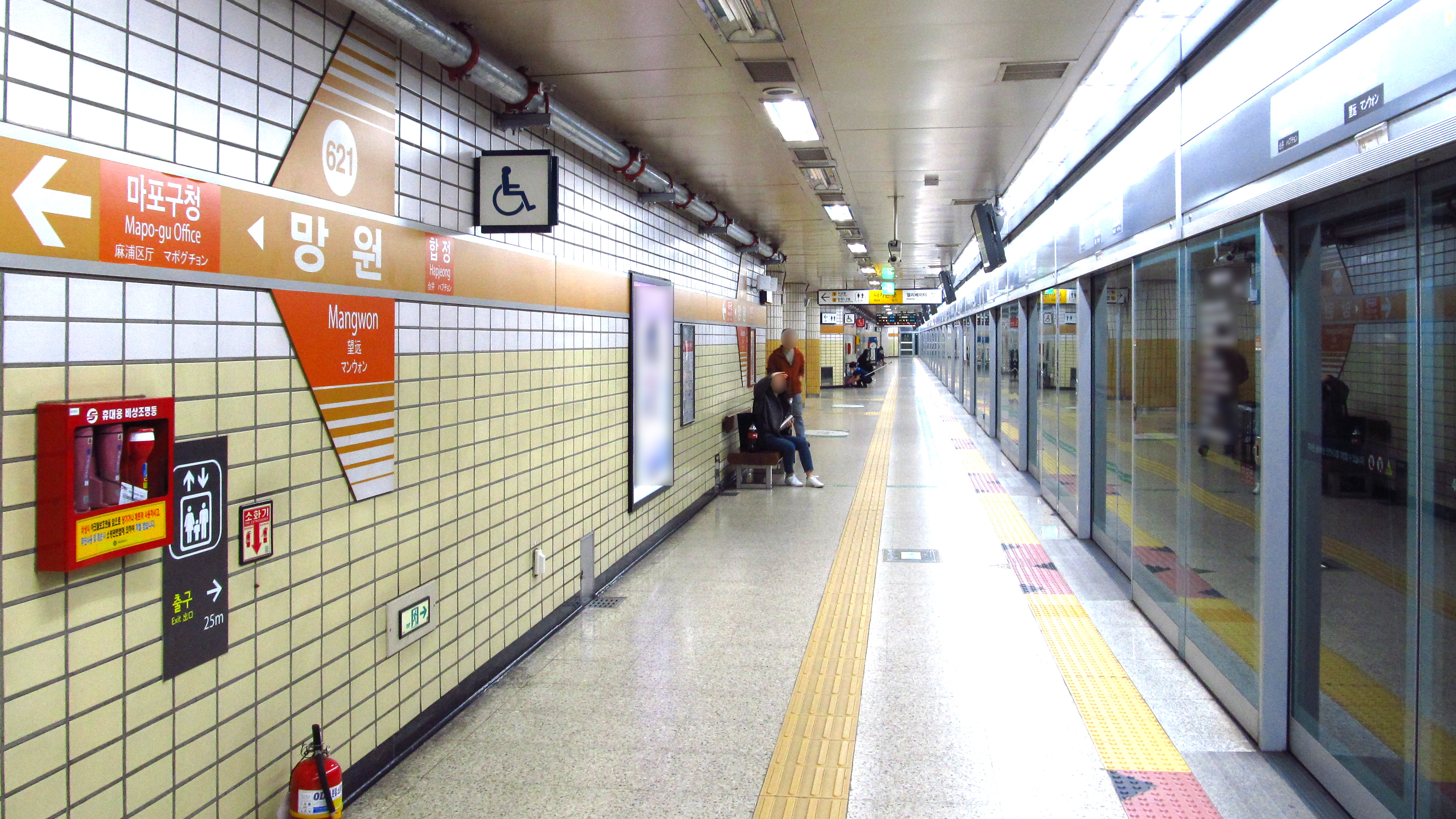
プラットホーム

相対式ホーム2面2線の地下駅。出口は2番まである。

### のりば
案内上ののりば番号は設定されていない。
| 上り | 6号線 | デジタルメディアシティ・鷹岩方面   |
| 下り | 6号線 | 合井・孝昌公園前・三角地・新内方面 |

## 利用状況
近年の1日平均利用人員推移は下記のとおり。なお、2000年は開業日の12月15日から12月31日までの17日間の平均である。
| 路線  | 路線     | 2000年 | 2001年 | 2002年 | 2003年 | 2004年 | 2005年 | 2006年 | 2007年 | 2008年 | 2009年 | 出典  |
| ----- | -------- | ------ | ------ | ------ | ------ | ------ | ------ | ------ | ------ | ------ | ------ | ----- |
| 6号線 | 乗車人員 | 3,860  | 6,498  | 8,232  | 9,013  | 9,504  | 9,825  | 9,661  | 9,655  | 9,654  | 9,993  | [ 1 ] |
| 6号線 | 降車人員 | 3,689  | 6,243  | 8,080  | 9,018  | 9,548  | 10,059 | 9,907  | 10,037 | 10,126 | 10,578 | [ 1 ] |
| 6号線 | 乗降人員 | 7,549  | 12,741 | 16,312 | 18,031 | 19,053 | 19,884 | 19,568 | 19,692 | 19,780 | 20,572 | [ 1 ] |
| 路線  | 路線     | 2010年 | 2011年 | 2012年 | 2013年 | 2014年 | 2015年 |        |        |        |        | [ 1 ] |
| 6号線 | 乗車人員 | 10,452 | 10,713 | 11,054 | 11,354 | 11,896 | 12,078 |        |        |        |        | [ 1 ] |
| 6号線 | 降車人員 | 11,113 | 11,424 | 11,833 | 12,016 | 12,482 | 12,781 |        |        |        |        | [ 1 ] |
| 6号線 | 乗降人員 | 21,564 | 22,137 | 22,887 | 23,369 | 24,378 | 24,859 |        |        |        |        | [ 1 ] |

## 駅周辺

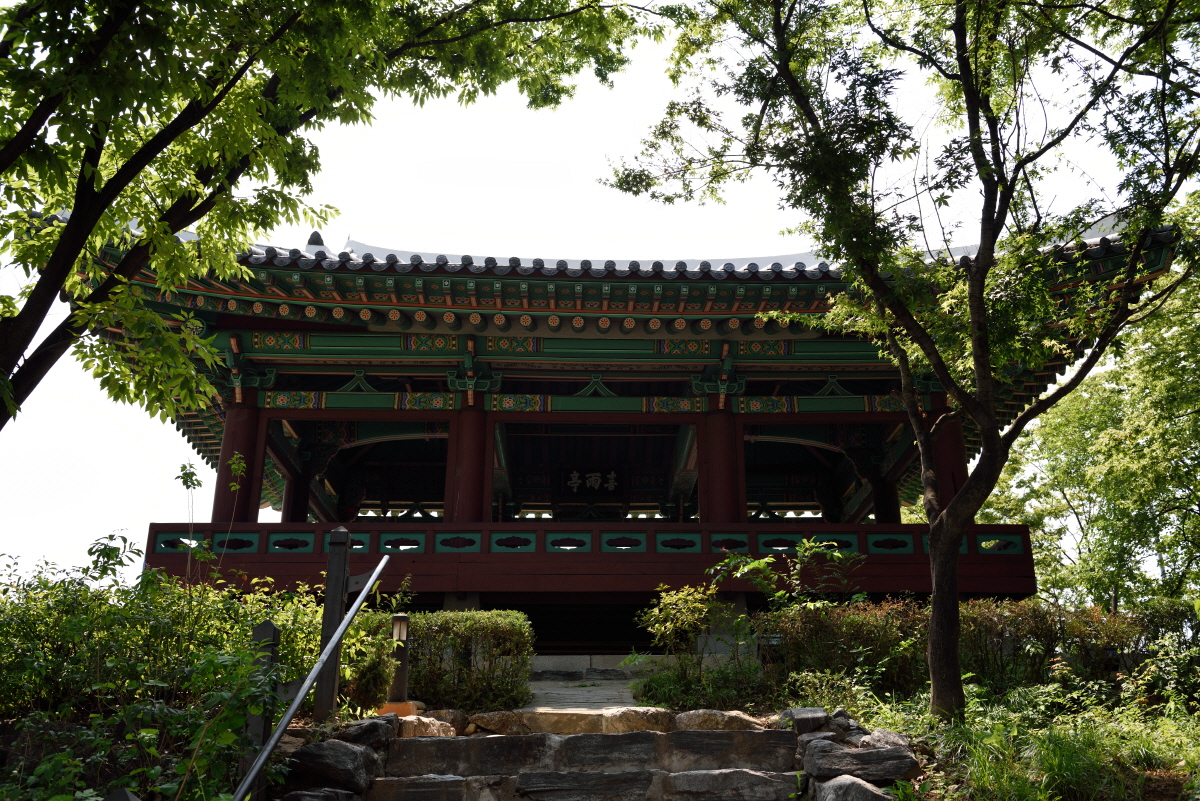
望遠亭（喜雨亭）

### 1番出口
- テスコ ホームプラス エクスプレス望遠店
- ドミノピザ 望遠店
- ファミリーマート 麻浦第一店
- ウリィ銀行 望遠駅支店
- 戦争と女性の人権博物館 徒歩10分程度

### 2番出口
- マクドナルド 望遠店
- ダンキンドーナツ 望遠駅店
- サーティワンアイスクリーム 望遠駅店
- ファミリーマート 望遠駅店
- ハナ銀行 望遠駅支店
- 漢江（ハンガン）市民公園望遠地区

## 隣の駅
ソウル交通公社
 6号線
麻浦区庁駅 (620) - 望遠駅 (621) - 合井駅 (622)